# 三春町

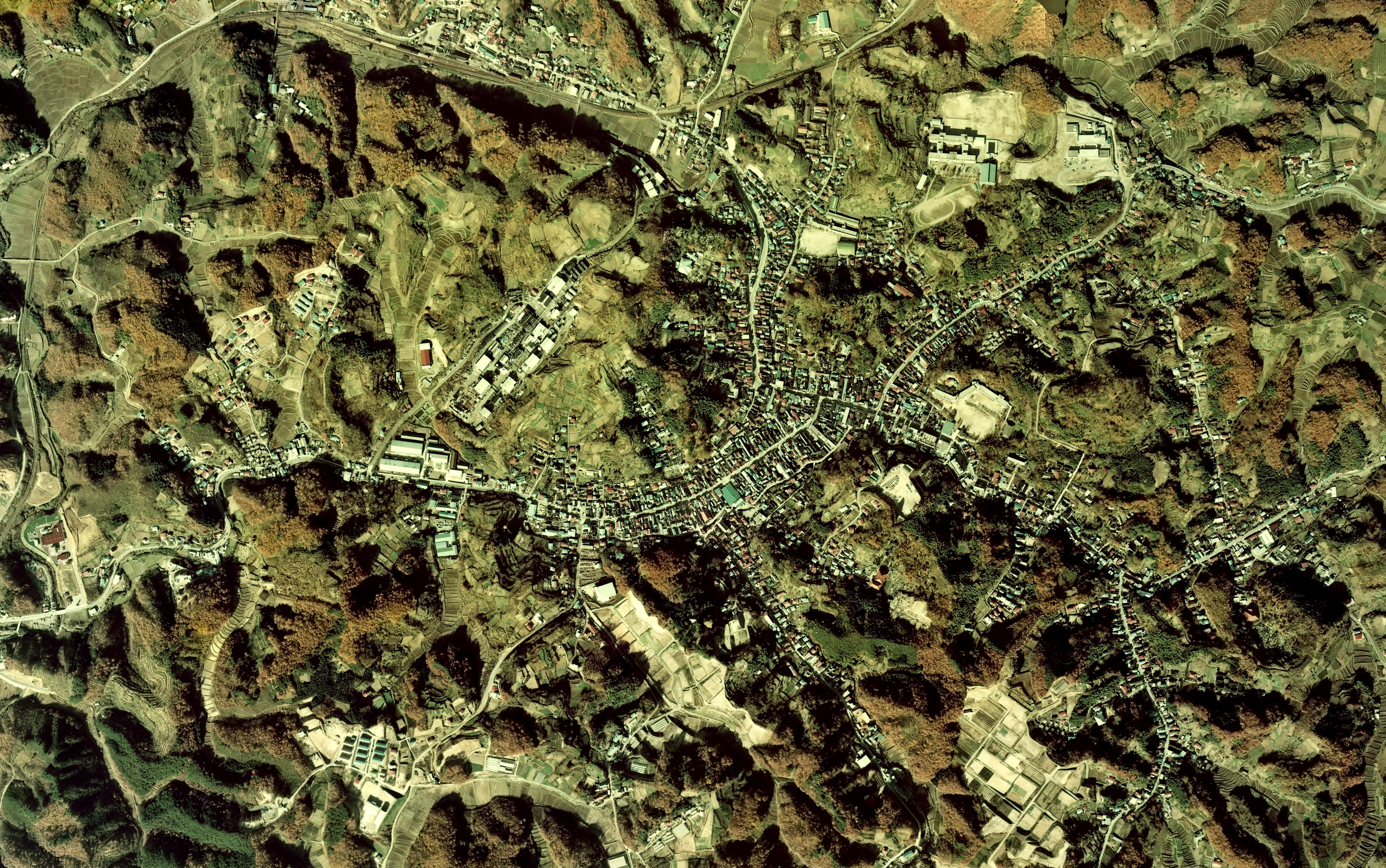
三春町中心部周辺の空中写真。画像上部中央やや左に三春駅。丘陵と谷間が連なる一帯のわずかな平地に、旧藩時代から続く街路の残る三春の城下町が形成されている。1975年撮影の2枚を合成作成。。

三春町（みはるまち）は、福島県中通り中部に位置し、田村郡に属する町。

## 地理
福島県のほぼ中央部、阿武隈山系の裾野で起伏の多い丘陵地に広がる。また、郡山市の北東に隣接している。町のほとんどが標高300～500ｍの丘陵地で、ゆるやかな山並みが続いている。気候は内陸性気候で、冬の降雪は少なく、夏もあまり暑くない。

### 隣接している自治体
- 郡山市
- 田村市
- 本宮市
- 二本松市

### 町内の風景

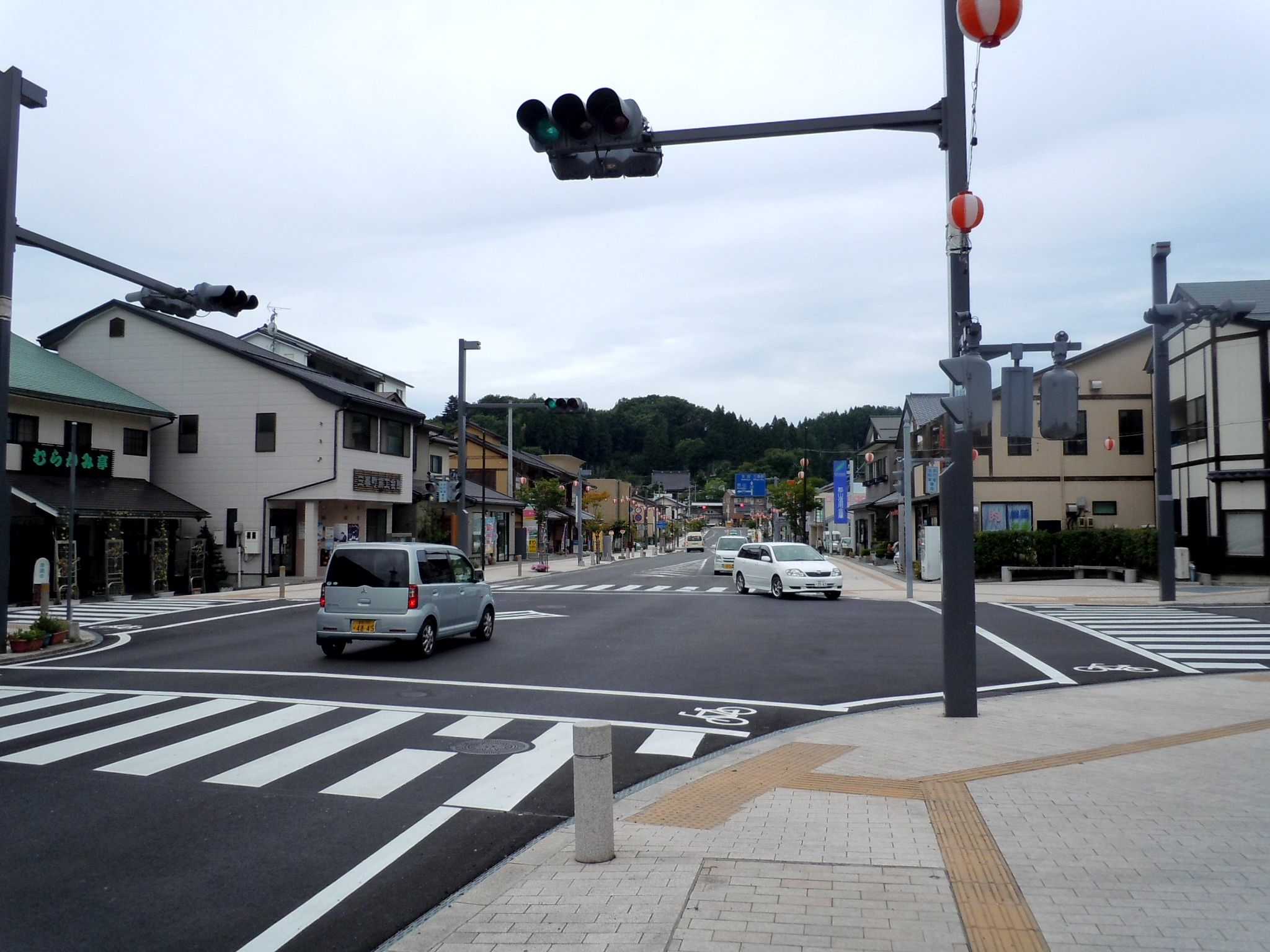
三春市街
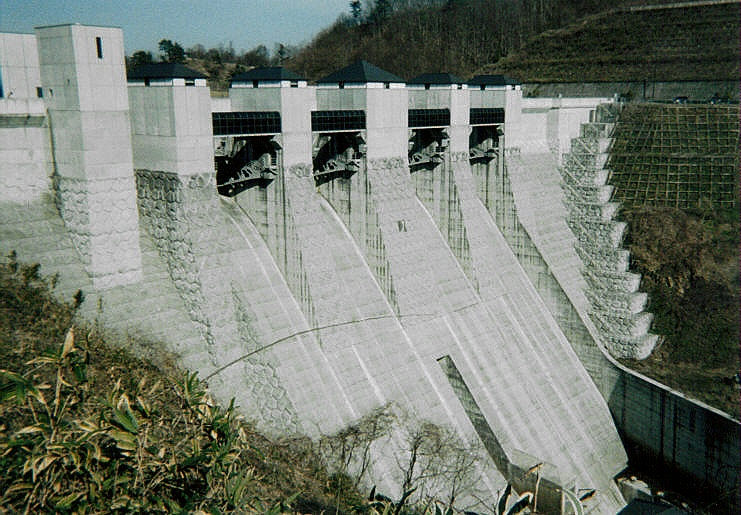
三春ダム
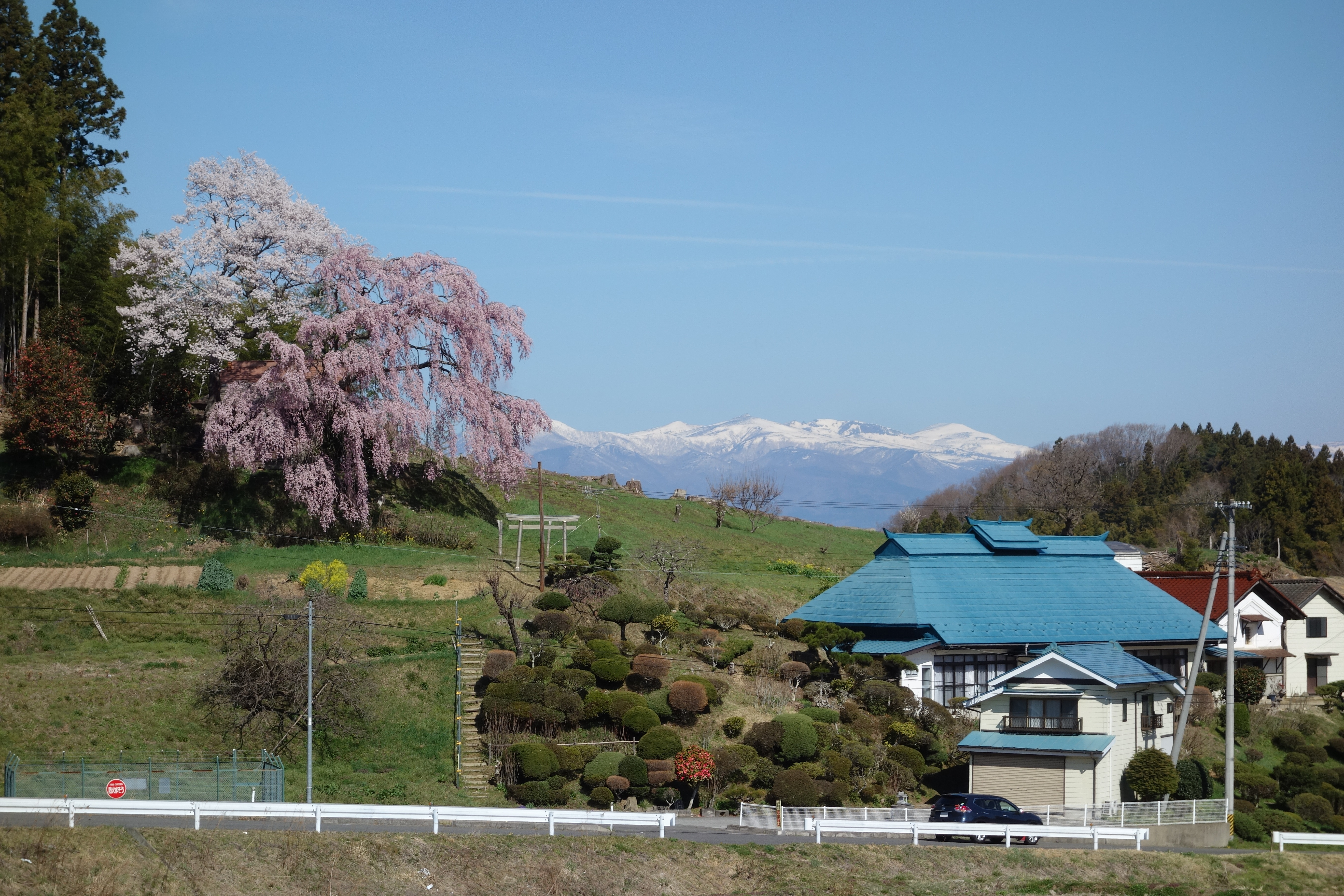
しだれ桜と安達太良山

## 歴史

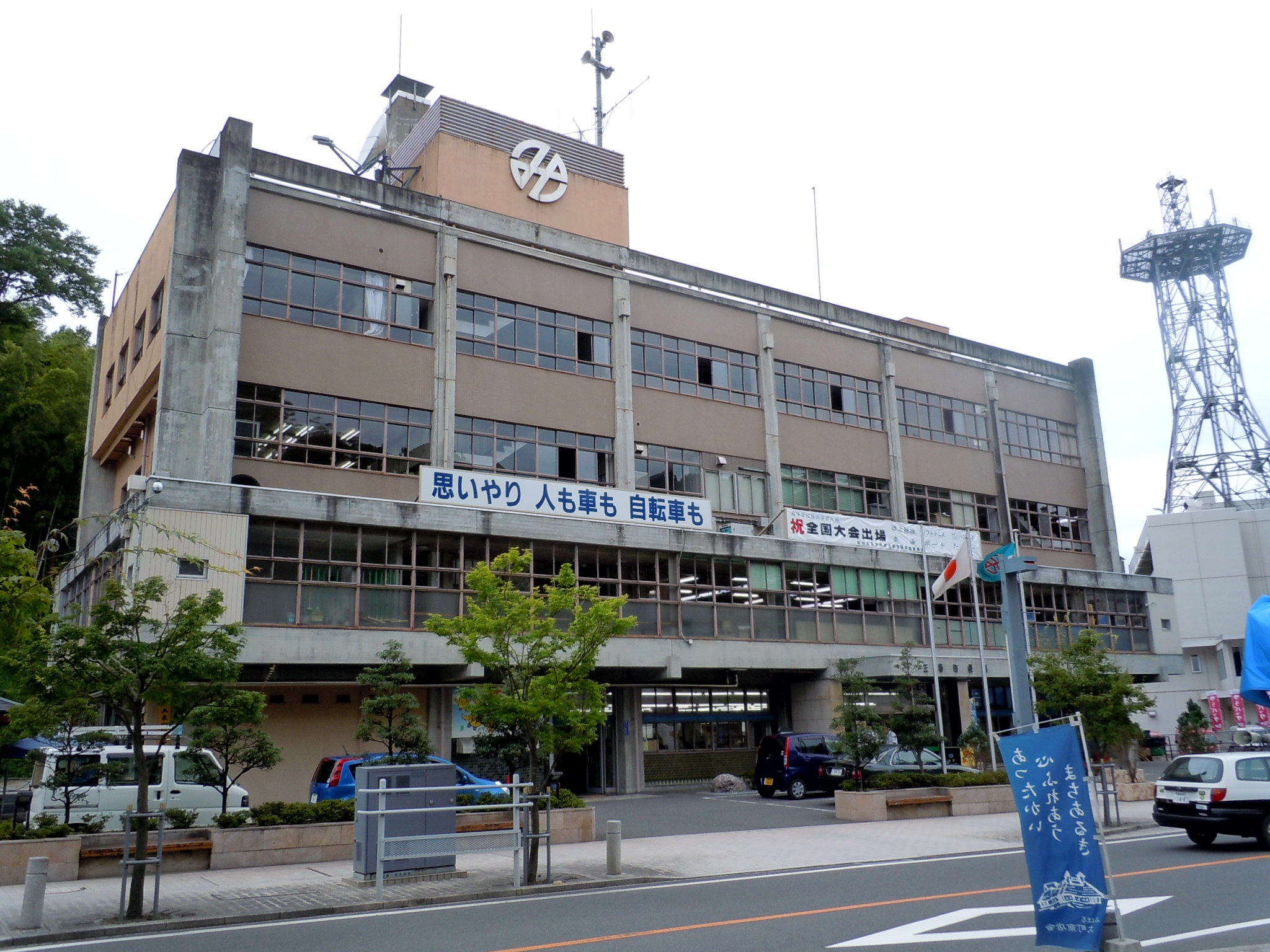
旧三春町役場（2021年4月30日閉庁）

- 1889年（明治22年）4月1日 - 町村制施行に伴い、田村郡三春町、御木沢村、巌江村、中妻村、中郷村、沢石村、要田村が成立。
- 1914年（大正3年）7月21日 - 平郡西線（現在の磐越東線）の郡山 - 三春間が開業。
- 1955年（昭和30年）4月1日 - 田村郡三春町、中郷村、沢石村、要田村、御木沢村、中妻村が合併し、三春町となる。
- 1955年（昭和30年）11月15日 - 田村郡巌江村の一部を編入する。
- 1970年（昭和45年）4月1日 - 国道288号が制定。
- 1995年（平成7年）8月2日 - 船引三春インターチェンジが供用開始。
- 2021年（令和3年）5月6日 - 町役場新庁舎開庁[3]。

### 行政区域変遷
- 変遷の年表

| 三春町町域の変遷（年表） | 三春町町域の変遷（年表） | 三春町町域の変遷（年表） |
| 年                       | 月日                     | 現三春町町域に関連する行政区域変遷 |
| ------------------------ | ------------------------ | --- |
| 1889年（明治22年）       | 4月1日                   | 町村制施行により、以下の村が発足。 - 三春町 ← 三春町単独で町制施行 - 沢石村 ← 実沢村・富沢村・青石村 - 要田村 ← 熊耳村・笹山村・荒和田村・南成田村・北成田村 - 中妻村 ← 鷹巣村・斉藤村・西方村・沼沢村・蒲倉村・荒井村 - 御木沢村 ← 平沢村・御祭村・七草木村 - 中郷村 ← 滝村・柴原村・蛇石村・根本村・樋渡村・狐田村・過足村・春田村・ 貝山村・蛇沢村・込木村・楽内村・芹ケ沢村 - 巌江村 ← 白岩村・下白岩村・上舞木村・下舞木村・根木屋村・阿久津村・安原村・ 横川村・山田村・芹沢村・南小泉村・北小泉村 |
| 1889年（明治27年）       | 7月23日                  | 巌江村の一部（南小泉・北小泉と芹沢の一部）が分立し小泉村が発足。 |
| 1955年（昭和30年）       | 4月1日                   | 三春町・沢石村・要田村・中妻村・御木沢村・中郷村が合併し三春町が発足。 |
| 1955年（昭和30年）       | 11月1日                  | - 巖江村の一部（山田と上舞木の一部）は三春町に編入。 - 三春町の一部（蒲倉・荒井）は郡山市に編入。 |
| 1957年（昭和32年）       |                          | 三春町の一部（笹山・荒和田と熊耳・南成田の各一部）は船引町に編入。 |
| 1963年（昭和38年）       |                          | 船引町の一部（笹山・荒和田・要田の各一部）は三春町に編入。 |

- 変遷表

| 三春町町域の変遷表（※細かい境界の変遷は省略） | 三春町町域の変遷表（※細かい境界の変遷は省略） | 三春町町域の変遷表（※細かい境界の変遷は省略） | 三春町町域の変遷表（※細かい境界の変遷は省略） | 三春町町域の変遷表（※細かい境界の変遷は省略） | 三春町町域の変遷表（※細かい境界の変遷は省略） |
| 1868年 以前                                   | 1868年 以前                                   | 明治22年 4月1日                               | 明治22年 - 昭和64年                           | 平成元年 - 現在                               | 現在                                          |
| --------------------------------------------- | --------------------------------------------- | --------------------------------------------- | --------------------------------------------- | --------------------------------------------- | --------------------------------------------- |
|                                               | 三春町                                        | 三春町                                        | 昭和30年4月1日 三春町                         | 三春町                                        | 三春町                                        |
|                                               | 実沢村                                        | 沢石村                                        | 昭和30年4月1日 三春町                         | 三春町                                        | 三春町                                        |
|                                               | 富沢村                                        | 沢石村                                        | 昭和30年4月1日 三春町                         | 三春町                                        | 三春町                                        |
|                                               | 青石村                                        | 沢石村                                        | 昭和30年4月1日 三春町                         | 三春町                                        | 三春町                                        |
|                                               | 熊耳村                                        | 要田村 の一部                                 | 昭和30年4月1日 三春町                         | 三春町                                        | 三春町                                        |
|                                               | 南成田村                                      | 要田村 の一部                                 | 昭和30年4月1日 三春町                         | 三春町                                        | 三春町                                        |
|                                               | 北成田村                                      | 要田村 の一部                                 | 昭和30年4月1日 三春町                         | 三春町                                        | 三春町                                        |
|                                               | 鷹巣村                                        | 中妻村 の一部                                 | 昭和30年4月1日 三春町                         | 三春町                                        | 三春町                                        |
|                                               | 斉藤村                                        | 中妻村 の一部                                 | 昭和30年4月1日 三春町                         | 三春町                                        | 三春町                                        |
|                                               | 西方村                                        | 中妻村 の一部                                 | 昭和30年4月1日 三春町                         | 三春町                                        | 三春町                                        |
|                                               | 沼沢村                                        | 中妻村 の一部                                 | 昭和30年4月1日 三春町                         | 三春町                                        | 三春町                                        |
|                                               | 平沢村                                        | 御木沢村                                      | 昭和30年4月1日 三春町                         | 三春町                                        | 三春町                                        |
|                                               | 御祭村                                        | 御木沢村                                      | 昭和30年4月1日 三春町                         | 三春町                                        | 三春町                                        |
|                                               | 七草木村                                      | 御木沢村                                      | 昭和30年4月1日 三春町                         | 三春町                                        | 三春町                                        |
|                                               | 滝村                                          | 中郷村                                        | 昭和30年4月1日 三春町                         | 三春町                                        | 三春町                                        |
|                                               | 柴原村                                        | 中郷村                                        | 昭和30年4月1日 三春町                         | 三春町                                        | 三春町                                        |
|                                               | 蛇石村                                        | 中郷村                                        | 昭和30年4月1日 三春町                         | 三春町                                        | 三春町                                        |
|                                               | 根本村                                        | 中郷村                                        | 昭和30年4月1日 三春町                         | 三春町                                        | 三春町                                        |
|                                               | 樋渡村                                        | 中郷村                                        | 昭和30年4月1日 三春町                         | 三春町                                        | 三春町                                        |
|                                               | 狐田村                                        | 中郷村                                        | 昭和30年4月1日 三春町                         | 三春町                                        | 三春町                                        |
|                                               | 過足村                                        | 中郷村                                        | 昭和30年4月1日 三春町                         | 三春町                                        | 三春町                                        |
|                                               | 春田村                                        | 中郷村                                        | 昭和30年4月1日 三春町                         | 三春町                                        | 三春町                                        |
|                                               | 貝山村                                        | 中郷村                                        | 昭和30年4月1日 三春町                         | 三春町                                        | 三春町                                        |
|                                               | 蛇沢村                                        | 中郷村                                        | 昭和30年4月1日 三春町                         | 三春町                                        | 三春町                                        |
|                                               | 込木村                                        | 中郷村                                        | 昭和30年4月1日 三春町                         | 三春町                                        | 三春町                                        |
|                                               | 楽内村                                        | 中郷村                                        | 昭和30年4月1日 三春町                         | 三春町                                        | 三春町                                        |
|                                               | 芹ケ沢村                                      | 中郷村                                        | 昭和30年4月1日 三春町                         | 三春町                                        | 三春町                                        |
|                                               | 山田村                                        | 巌江村 の一部                                 | 昭和30年11月15日 三春町に編入                 | 三春町                                        | 三春町                                        |
|                                               | 上舞木村の一部                                | 巌江村 の一部                                 | 昭和30年11月15日 三春町に編入                 | 三春町                                        | 三春町                                        |

## 人口
| 三春町（に相当する地域）の人口の推移 \| 1970年（昭和45年） \| 19,898人 \| \| \| 1975年（昭和50年） \| 18,859人 \| \| \| 1980年（昭和55年） \| 19,047人 \| \| \| 1985年（昭和60年） \| 18,987人 \| \| \| 1990年（平成2年） \| 19,205人 \| \| \| 1995年（平成7年） \| 20,124人 \| \| \| 2000年（平成12年） \| 19,976人 \| \| \| 2005年（平成17年） \| 19,194人 \| \| \| 2010年（平成22年） \| 18,191人 \| \| \| 2015年（平成27年） \| 18,304人 \| \| \| 2020年（令和2年） \| 17,018人 \| \| |          |  |
| 総務省統計局 国勢調査より |          |  |
| 1970年（昭和45年） | 19,898人 |  |
| 1975年（昭和50年） | 18,859人 |  |
| 1980年（昭和55年） | 19,047人 |  |
| 1985年（昭和60年） | 18,987人 |  |
| 1990年（平成2年） | 19,205人 |  |
| 1995年（平成7年） | 20,124人 |  |
| 2000年（平成12年） | 19,976人 |  |
| 2005年（平成17年） | 19,194人 |  |
| 2010年（平成22年） | 18,191人 |  |
| 2015年（平成27年） | 18,304人 |  |
| 2020年（令和2年） | 17,018人 |  |

## 提携都市
- ライスレイク市（アメリカ合衆国ウィスコンシン州）
1987年（昭和62年）8月21日、姉妹都市提携。
- 一関市（岩手県）
1987年（昭和62年）8月、姉妹都市提携[6]。

## 行政機関等

### 国の機関
- 国土交通省東北地方整備局 三春ダム管理所

### 県の機関
- 福島県三春合同庁舎
  - 福島県県中建設事務所 三春土木事務所
  - 福島県県中農林事務所 田村農業普及所
  - 福島県県中保健福祉事務所 田村福祉相談コーナー（旧・田村出張所）
- 福島県環境創造センター
- 福島県動物愛護センター「ハピまるふくしま」
- 福島県警察 田村警察署
  - 中郷駐在所
  - 三春岩江駐在所

### 町の機関
- 三春町役場
- 三春町福祉会館（社会福祉法人三春町社会福祉協議会による指定管理）
- 三春町保健センター
- 三春駅前健康サロン
- 三春町清掃センター
- 三春町民図書館
- 三春町立三春病院（公益財団法人星総合病院による指定管理）
- 養護老人ホーム三春町敬老園（同上）　ほか

### その他
- 国立環境研究所福島支部
- 日本原子力研究開発機構福島環境安全センター
- 郡山地方広域消防組合田村消防署 三春分署
  - 田村西部環境センター
- 一般社団法人田村青年会議所
- 三春町商工会
- 双葉地方森林組合 田村事業所　ほか

## 交通

### 鉄道
- 東日本旅客鉄道
  - ■ 磐越東線
    - 三春駅

### 路線バス
- 福島交通
  - 三春車庫
- 三春町町営バス

### タクシー
- 三春タクシー
- マルイチ三春自動車

### 道路
- 高速道路
  - 磐越自動車道
    - 船引三春IC（料金所は田村市に存在） - 三春PA
- 一般国道
  - 国道288号
- 主要地方道
  - 福島県道28号本宮三春線
  - 福島県道40号飯野三春石川線
  - 福島県道50号浪江三春線
  - 福島県道54号須賀川三春線
  - 福島県道57号郡山大越線
- 一般県道
  - 福島県道115号三春日和田線
  - 福島県道116号二本松三春線
  - 福島県道119号本宮常葉線
  - 福島県道144号谷田川三春線
  - 福島県道297号斎藤下行合線
  - 福島県道298号阿久津舞木停車場線
  - 福島県道299号実沢要田線
  - 福島県道300号門沢三春線
- 橋
  - 春田大橋 - 斜張橋（しゃちょうきょう）

## 経済

### 名産品
- 三春駒
- 三春人形
- 幻の三春索麺
- ほうろく焼き
- おたりまんじゅう
- 三春グルメンチ

### 農業
- ピーマン
- ブルーベリー

### 工業

#### 主たる製造工場
- 日本化学工業福島第二工場
- 湘南ユニテック福島工場
- 住化積水フィルム三春工場

### 商業
- ヨークベニマル三春店
- しまむら三春店

### 金融機関
- 東邦銀行三春支店
- 郡山信用金庫三春支店
- JAバンク福島（福島さくら農業協同組合）三春支店、桜支店
- 郵便局

### 電気
- 東北電力青石発電所
- 東北電力移川発電所
- 東北電力ネットワーク三春変電所

### 通信・新聞
- NTT東日本三春交換所
- 福島民報社田村支局
- 福島民友新聞社田村支局

## 郵便
- 三春郵便局（集配局）
- 中妻郵便局
- 三春八幡町郵便局
- 三春駅前郵便局
- 沢石簡易郵便局
- 中郷簡易郵便局

## 教育
専門学校
- 福島県理工専門学校

高校
- 福島県立田村高等学校

中学校
- 三春町立三春中学校
  - 2015年（平成27年）4月に三春中学校、桜中学校、沢石中学校、要田中学校の4校が統合し、新生の三春中学校となった。
- 三春町立岩江中学校

小学校
- 三春町立三春小学校
- 三春町立沢石小学校
- 三春町立御木沢小学校
- 三春町立中郷小学校
- 三春町立中妻小学校
- 三春町立岩江小学校

三春町の東部一部地域の児童は、田村市立要田小学校に通学していた。これは、明治時代より歴史を有する同小学校の校区が昭和の大合併などで三春町と旧船引町(現田村市)に跨った歴史的経緯と、児童の通学の便のためである。かつては田村郡三春町船引町学校組合立要田小学校であったが、2001年（平成13年）に学校組合を解散して船引町立要田小学校(その後市町村合併により田村市立となる)となり、三春町の児童が越境通学する形式となった。要田小学校は2023年（令和5年）に閉校し、田村市在住の児童は船引小学校、三春町在住の児童は三春小学校へ編入された。
双葉郡富岡町が設置する学校
- 富岡町立富岡第一小学校三春校
- 富岡町立富岡第二小学校三春校
- 富岡町立富岡第一中学校三春校
- 富岡町立富岡第二中学校三春校
  - 2011年（平成23年）3月の福島第一原子力発電所事故により双葉郡富岡町は全町避難となったため、同年9月に三春町熊耳の廃工場建物に上記4校がまとめて仮設された。設置の経緯から、これらの小中学校に通学できるのは富岡町民に限られる。[10][11]

双葉郡葛尾村が設置する学校
- 葛尾村立葛尾小学校三春校
- 葛尾村立葛尾中学校三春校
  - 2011年（平成23年）3月の福島第一原子力発電所事故により双葉郡葛尾村は全村避難となったため、2013年（平成25年）4月に三春町立要田中学校校舎に間借りする形で上記2校がまとめて仮設された。2015年（平成27年）3月に要田中学校が廃校となったため、同年4月以降は専用校舎となっている。設置の経緯から、これらの小中学校に通学できるのは葛尾村民に限られる。[12][13]

## 観光

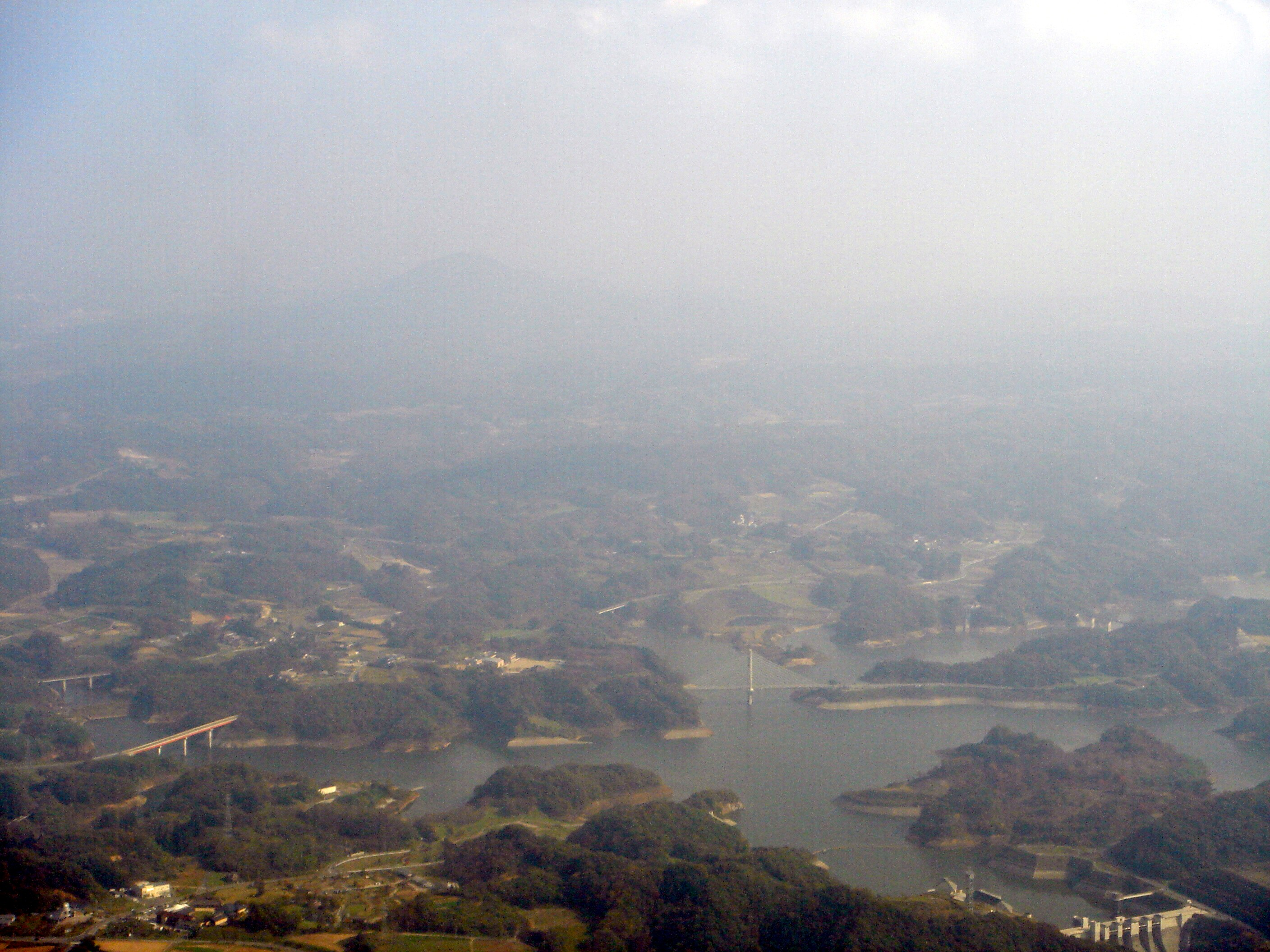
さくら湖（三春ダム）と春田大橋（写真中央）

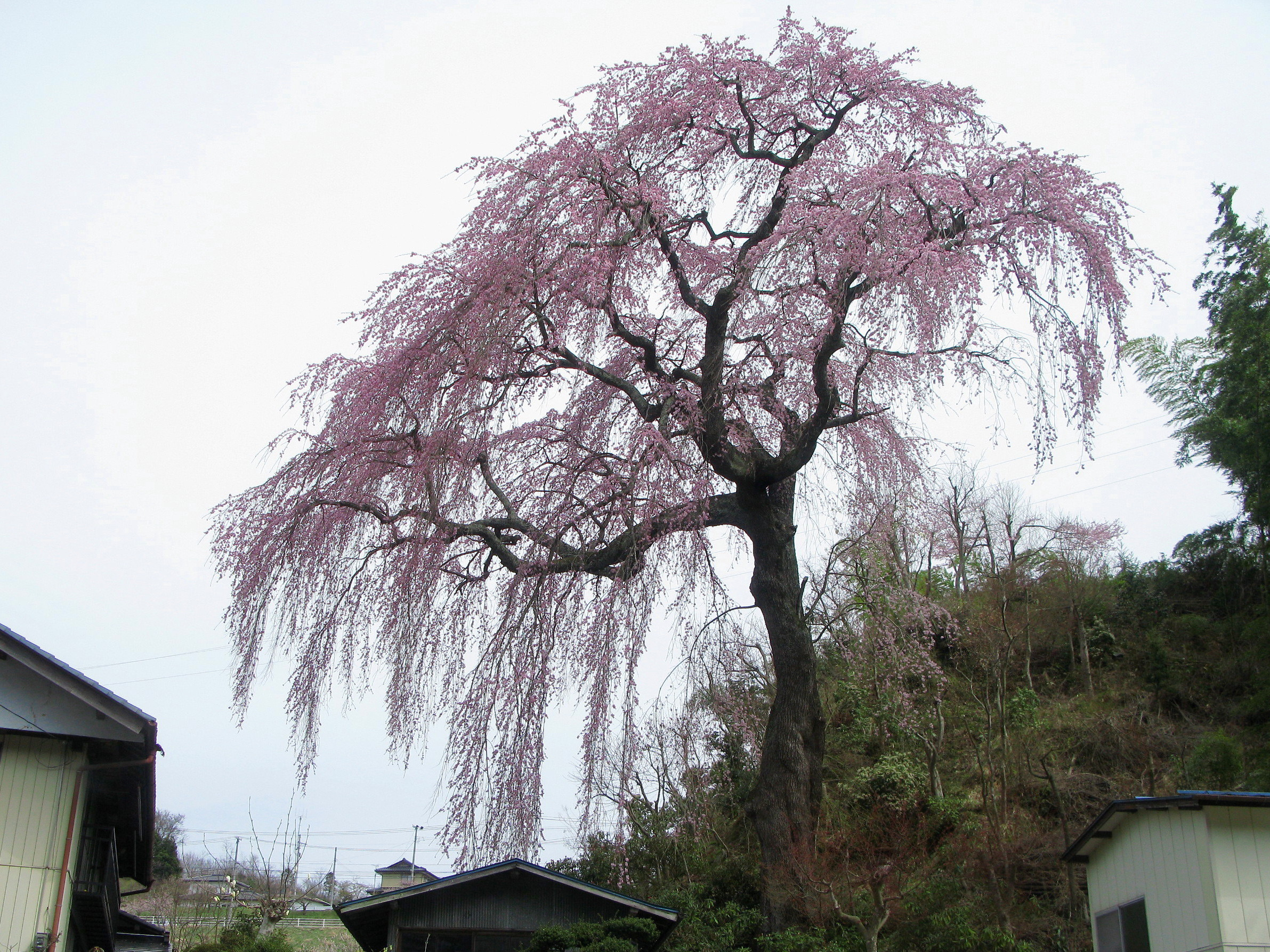
三春町のシダレザクラ（常楽院の桜）

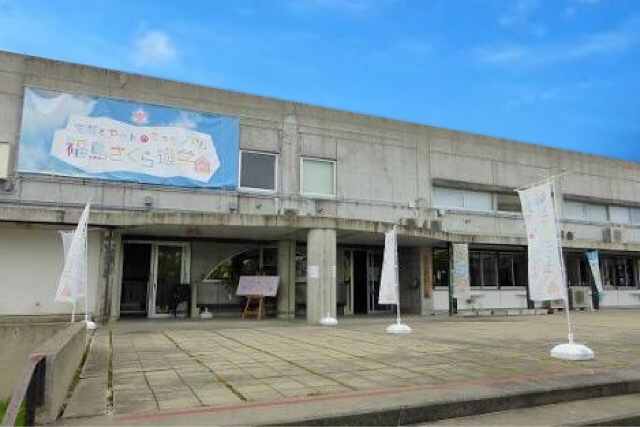
福島さくら遊学舎

### 名所・旧跡
- 三春滝桜（日本三大巨桜、国の天然記念物）
- 三春町のシダレザクラ（日本さくら名所100選）
- 舞鶴城（三春城）址
- 三春大神宮
- 田村大元神社
- 福聚寺
- 三春ダム

### 温泉
- 馬場の湯温泉
- やわらぎの湯
- 斎藤の湯（上湯・下湯）

### 観光施設
- 三春ハーブガーデン
- 三春の里田園生活館
- ライスレイクの家
- 三春郷土人形館
- 三春町歴史民俗資料館
- 三春交流館「まほら」
- 福島さくら遊学舎
  - アニメ制作会社ガイナックスの子会社であった福島ガイナックス（現・福島ガイナ）本社に併設され、同社が運営しているアニメーションミュージアムである。2015年（平成27年）3月に廃校となった桜中学校の校舎及び敷地をそのまま使用し、同年4月にオープンした。

### 祭事・催事
- 西方水かけまつり
- 三春だるま市
- 花祭り・稚児行列
- 三春の里夏まつり
- 三春盆踊り
- 三春大神宮祭礼
- 三春秋まつり

## 出身有名人
（五十音順）
- 大高正人（建築家）
- 大江孝（画家）
- 加藤木重教（実業家）
- 菊池ミツ（社会運動家）
- 玄侑宗久（僧、小説家、芥川賞受賞者）
- 河野広中（自由民権運動活動家、第11代衆議院議長）
- 國分正明（公益財団法人修養団理事長、元日本芸術文化振興会理事長、元文部事務次官）
- 鈴木隆（元プロ野球選手）
- 田部井淳子（登山家）
- 田村清顕（三春田村氏三代）
- 田村隆顕（三春田村氏二代）
- 田村義顕（三春田村氏初代）
- 富田六郎（元中央競馬調教師）
- 橋本勝也（車いすラグビー選手）
- 橋元四郎平（元弁護士、元最高裁判事、勲一等瑞宝章）
- 前川つかさ （漫画家）
- 三浦守治（帝国医科大学初代病理学教授）
- 湊季松（衆議院議員）
- 湊徹郎（元衆議院議員）
- 三原昌平（プロダクトデザイナー）
- 宗像紀夫（弁護士、内閣官房参与）
- 愛姫（田村清顕の娘・伊達政宗の正室）
- 渡辺あきお（イラストレーター、画家）

## その他

### ドキュメンタリー
- 新日本紀行「山の城下町で〜福島県三春町〜」（1974年、NHK）[14]